# Baeoura advena
Baeoura advena är en tvåvingeart som först beskrevs av Alexander 1928.  Baeoura advena ingår i släktet Baeoura och familjen småharkrankar. Inga underarter finns listade i Catalogue of Life.